# Ситово (село, Силистренская область)
Ситово (болг. Ситово) — село в Болгарии. Находится в Силистренской области, входит в общину Ситово. Население составляет 831 человек.

## Политическая ситуация
Кмет (мэр) общины Ситово — Николай Георгиев Неделчев (Болгарская социалистическая партия (БСП)) по результатам выборов в правление общины.